# ۱۸۸۶

## رویدادها
- اهدای مجسمه آزادی به ایالات متحده آمریکا توسط فرانسه.

## زادروزها
- ۶ دسامبر، اوکاوا شومیو، نویسنده و سیاست‌مدار ژاپنی و یکی از مترجمان قرآن به زبان ژاپنی
- آستین اوزمن اسپیر، نقاش و جادوگر انگلیسی - مرگ ۱۹۵۶
- ۱ ژانویه - گارگین نژده، متفکر سیاسی، فدایی، متخصص فن لشکرکشی و تدابیر جنگی اهل ارمنستان و یکی از رهبران کلیدی سیاسی و نظامی
- ۲ ژانویه – فلورنس لورنس، بازیگر کانادایی (د. ۱۹۳۸)
- ۱۱ ژانویه – چستر کانکلین، بازیگر آمریکایی (د. ۱۹۷۱)
- ۱۹ ژانویه – جوزپه سانتیا، دوچرخه‌سوار اهل ایتالیا (د. ۱۹۷۸)
- ۸ فوریه – شارلی روگلز، بازیگر آمریکایی (د. ۱۹۷۰)
- ۲۷ فوریه – هیگو بلک، قاضی، وکیل، و سیاست‌مدار آمریکایی (د. ۱۹۷۱)
- ۸ مارس – ادوارد کالوین کندال، شیمی‌دان آمریکایی (د. ۱۹۷۲)
- ۲۴ مارس – ادوارد وستون، عکاس آمریکایی (د. ۱۹۵۸)
- ۲ مه – گوتفرید بن، شاعر و نویسنده آلمانی (د. ۱۹۵۶)
- ۱۷ مه – آلفونسو سیزدهم، کشیش اسپانیایی (د. ۱۹۴۱)
- ۲۹ ژوئن – سزار زانزوترا، دوچرخه‌سوار اهل ایتالیا (د. ۱۹۶۱)
- ۲۳ ژوئیه – والتر شوتکی، فیزیک‌دان و مهندس آلمانی (د. ۱۹۷۶)
- ۲۴ ژوئیه – جین‌ایچیرو تانیزاکی، نویسنده ژاپنی (د. ۱۹۶۵)
- ۳۱ ژوئیه – فرد کوئیمبی، تهیه‌کننده آمریکایی
- ۱۳ سپتامبر – رابرت رابینسون، شیمی‌دان بریتانیایی (د. ۱۹۷۵)
- ۱۴ سپتامبر – یان مازاریک، سیاست‌مدار و دیپلمات اهل جمهوری چک (د. ۱۹۴۸)
- ۲۶ سپتامبر – آرچی‌بالد هیل، زیست‌شناس و سیاست‌مدار بریتانیایی (د. ۱۹۷۷)
- ۲ اکتبر – جیسابورو اوزاوا، نظامی ژاپنی (د. ۱۹۶۶)
- ۳ اکتبر – آلن فورنیه، نویسنده فرانسوی (د. ۱۹۱۴)
- ۳۰ اکتبر – زویی آکینس، فیلمنامه‌نویس و شاعر آمریکایی (د. ۱۹۵۸)
- ۶ نوامبر – ادی اوون، ورزشکار دو و میدانی اهل بریتانیا (د. ۱۹۴۹)
- ۹ نوامبر – اد وین، بازیگر آمریکایی (د. ۱۹۶۶)
- ۱۵ نوامبر – رنه گنون، نویسنده فرانسوی (د. ۱۹۵۱)
- ۳ دسامبر – کارل مان گیورگ سیگبن، فیزیک‌دان سوئدی (د. ۱۹۷۸)
- ۵ دسامبر – روز وایلدر لین، ژورنالیست و نویسنده آمریکایی (د. ۱۹۶۸)
- ۸ دسامبر – دیه‌گو ریورا، هنرمند و نقاش مکزیکی (د. ۱۹۵۷)
- ۱۲ دسامبر – اوون مور، بازیگر آمریکایی (د. ۱۹۳۹)
- ۱۸ دسامبر – تای کوب، بازیکن بیسبال و ورزشکار آمریکایی (د. ۱۹۶۱)
- ۳۰ دسامبر – آستین اوزمن اسپیر، هنرمند و نقاش بریتانیایی (د. ۱۹۵۶)

## درگذشتگان
- ۱۷ ژانویه – آمیلکاره پونکیلی، آهنگساز ایتالیایی (ز. ۱۸۳۴)
- ۲۶ ژانویه – دیوید رایس اچیسون، سیاست‌مدار و وکیل آمریکایی (ز. ۱۸۰۷)
- ۸ فوریه – وینفیلد اسکات هنکاک، افسر آمریکایی (ز. ۱۸۲۴)
- ۲۷ آوریل – هنری هابسون ریچاردسون، معمار آمریکایی (ز. ۱۸۳۸)
- ۱۵ مه – امیلی دیکنسون، نویسنده و شاعر آمریکایی (ز. ۱۸۳۰)
- ۱۷ مه – جان دیر (مخترع)، مخترع آمریکایی (ز. ۱۸۰۴)
- ۱ ژوئیه – اتو ویلهلم هرمان فن آبیش، زمین‌شناس آلمانی (ز. ۱۸۰۶)
- ۱۶ اوت – راماکریشنا، فیلسوف هندی (ز. ۱۸۳۶)
- ۸ اکتبر – آستین اف. پایک، سیاست‌مدار آمریکایی (ز. ۱۸۱۹)
- ۱۸ نوامبر – چستر آلن آرتور، افسر آمریکایی (ز. ۱۸۲۹)